# ۳۹۷ (پیش از میلاد)
۳۹۷ (پیش از میلاد) ۳۹۷مین سال قبل از تقویم میلادی است.